# Zineb Triki

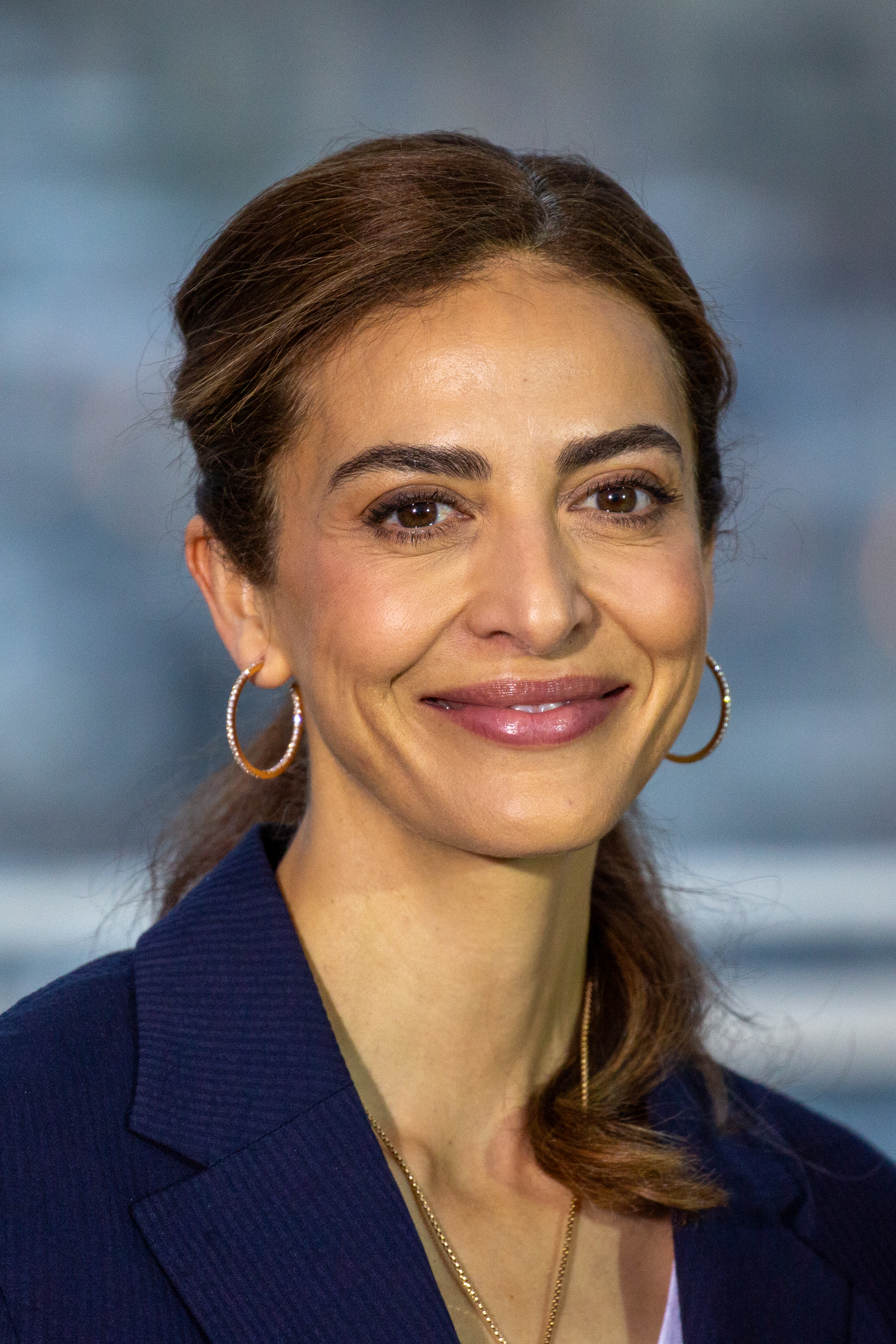
Zineb Triki (2025)

Zineb Triki (arabisch ﺯﻳﻨﺐ ﺗﺮﻳﻜﻲ, DMG Zainab Tarīkī; * 1980 in Casablanca) ist eine marokkanisch-französische Schauspielerin.

## Leben
Zineb Triki verbrachte den größten Teil ihrer Kindheit und Jugend in Marokko. Im Alter von 15 Jahren zog sie nach Frankreich und später nach Kanada, wo sie einen Bachelor-Abschluss in Politikwissenschaft erwarb. Sie arbeitete zunächst als Journalistin, unter anderem in New York City. Vor der Kamera wirkte sie erstmals in dem Kurzfilm 14h05 mit. 2009 kehrte Triki nach Paris zurück und gab bald den Journalismus auf, um sich voll und ganz auf ihre Schauspielkarriere zu konzentrieren.
Ihre erste Rolle in einem Spielfilm erhielt sie 2015 in dem den historischen Grünen Marsch thematisierenden Streifen Al Massira: La Marche Verte. 2019 wirkte sie in dem Spielfilm Das Beste kommt noch (Originaltitel: Le meilleur reste à venir) mit. 
Außerdem spielte Zineb Triki in mehreren Fernsehserien, wie zum Beispiel in Glacé – Ein eiskalter Fund (Glacé), The Attaché, Büro der Legenden (Le Bureau des Légendes) und Eagles of the Republic.